# Клировая ведомость
Клировая ведомость (списки лицам духовного ведомства) — документ о службе лиц духовного сословия. По закону считался актом, удостоверявшим состояние лиц духовного звания.

## История
Впервые они были введены в 1769 г. под названием «именных списков всем лицам духовного звания православного исповедания».
Форма клировых ведомостей была установлена в 1829 г., а в 1876 г. была дополнена графой о собственных имущественных владениях духовного лица, а также его родителей и жены.

## Содержание
Клировые ведомости состояли из трех частей:
В первую часть вносили сведения о здании церкви, о церковном имуществе и доходах, о наличии школы и богадельни.
Во вторую часть включались послужные списки причта.
Она содержала: фамилию, имя, отчество, дату рождения (возраст указывался на основании метрических свидетельств), семейное положение, степень родства, сословие, образование, место службы, должность, награды, владение землей и недвижимостью, нахождение под судом. Кроме того, в них были внесены все дети членов причта, если даже они проживали отдельно от семьи.
В третьей части давались статистические данные по приходу.
Обычно велось два экземпляра клировых ведомостей, один из которых оставался в приходе, а второй подавался в консисторию.

## Хранение
В настоящее время клировые ведомости хранятся, как в федеральных архивах, так и в региональных архивах.
Федеральные архивы (ГАРФ, РГАДА, РГИА и другие):
- фонды Синода,
- фонды синодальных учреждений.

Региональные архивы (например Государственный архив Ростовской области):
- фонды духовных консисторий,
- фонды епархиальных управлений,
- фонды духовных правлений,
- фонды монастырей,
- фонды приходских и полковых церквей.